# Haida Gwaii

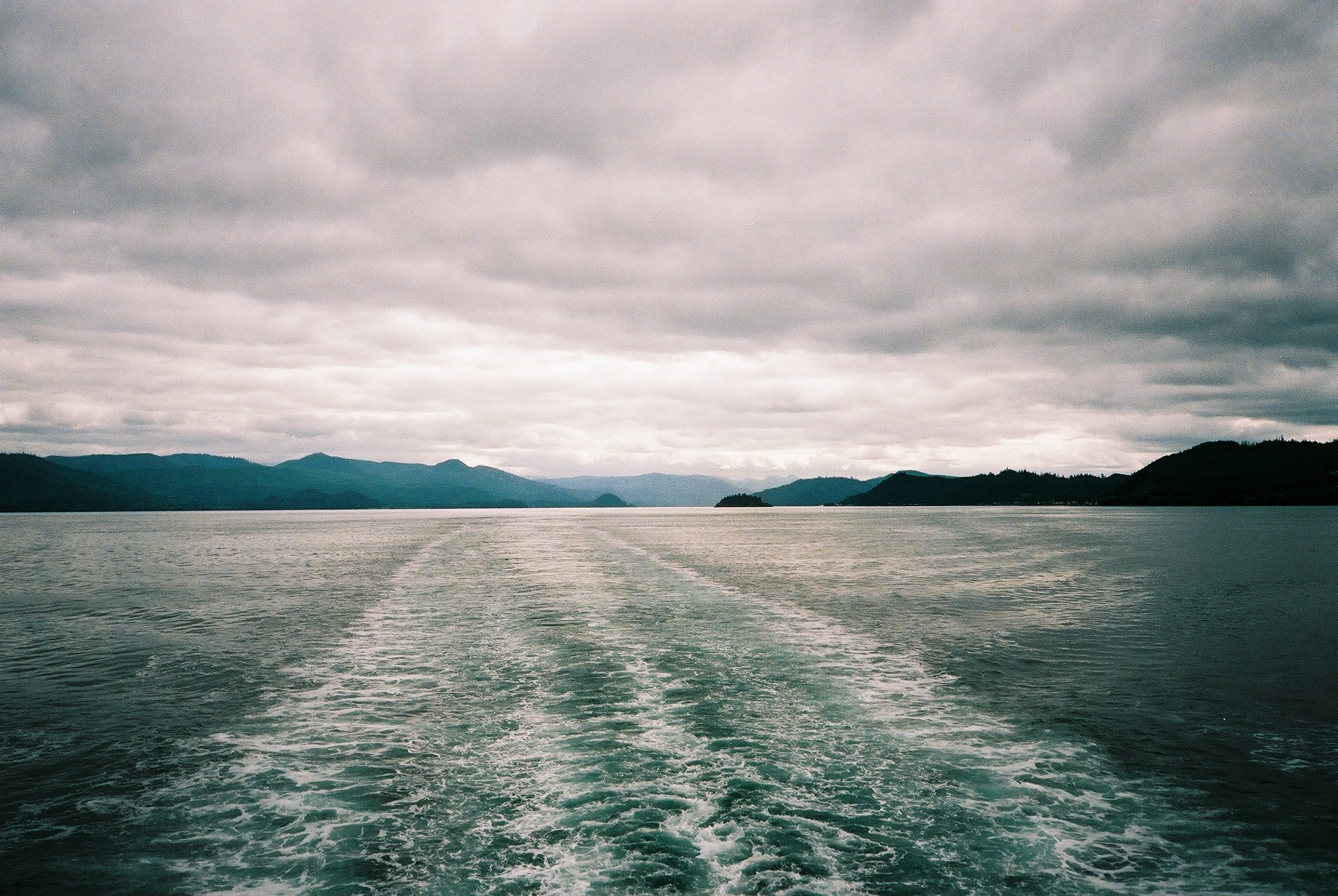
Haida Gwaii a través de l'entrada de Skidegate, a bord del M/V Queen of Prince Rupert (B.C. Ferries)

Geolocalització a la província de la Colúmbia Britànica

El Haida Gwaii, anteriorment arxipèlag de la Reina Carlota o illes de la Reina Carlota (Haida Gwaii que en llengua haida significa, «illes de les persones» i originalment també en haida Xhaaidlagha Gwaayaai, «illes a la vora del món», i anteriorment en anglès, Queen Charlotte Islands), és un arxipèlag canadenc localitzat davant de la costa de la Colúmbia Britànica. Comprèn una superfície total de 10.180 km², amb dues illes principals- illa de Graham, al nord, i illa Moresby, al sud-, a més d'unes 150 illes més petites, entre les quals destaquen Anthony, Lángara, Louise, Lyell, Burnaby i Kunghit.
L'arxipèlag té per límits: a l'est, l'estret de Hécate, que el separa de la part continental de la Colúmbia Britànica, al sud, el Queen Charlotte Sound, que el separa de l'illa de Vancouver, i al nord, les aigües de l'Entrada de Dixon el separen de l'arxipèlag Alexander, pertanyent ja a l'estat d'Alaska (Estats Units d'Amèrica).
Algunes de les illes estan protegides de manera conjunta per la legislació federal i com a Parc Nacional Gwaii Haan i Lloc Patrimonial Haida, principalment l'illa Moresby i les illes i illots adjacents. També protegides, però sota la legislació provincial, es troben diversos parcs provincials, el més gran dels quals és el Parc Provincial Naikoon, al nord-est de l'illa Graham. Les illes són la llar d'una abundant vida silvestre, incloent-hi la més gran de les subespècies d'os negre (Ursus carlottae americana) i una subespècie d'ermini (Mustela erminea haidarum). El cérvol de cua negre i els mapatxes són espècies introduïdes molt abundants.

## Història
L'arxipèlag va ser visitat el 1774 per l'espanyol Joan Perés (a l'illa Langara) i el 1778 pel capità anglès James Cook. El 1787 les illes van ser reconegudes pel capità anglès George Dixon (1748-1796), que va nomenar les illes en honor d'un dels seus vaixells, el Queen Charlotte, que al seu torn portava el nom de la reina Carlota, esposa del rei Jordi III del Regne Unit.
El nom «Haida Gwaii» és d'ús modern i va ser creat com una alternativa a la denominació colonial «Queen Charlotte Islands», per reconèixer la història de la nació Haida. «Haida Gwaii» vol dir «la nostra terra», significant «Haida» no només «nosaltres» sinó també «el poble».
Ja no està en ús el nom més antic i original de «Xaadala Gwayee» o, en l'ortografia alternativa, «Xhaaydla Gwaayaay», és a dir, «illes a la frontera entre els mons» (Xhaaydla), «mons» es refereix aquí a la selva, el mar, i el cel, de fet, els pobles costaners dels Haida ocupen sovint el punt de trobada d'aquests regnes.
El 3 de juny de 2010, la Llei de Reconciliació de Haida Gwaii (Haida Gwaii Reconciliation Act) oficialment renombrado les illes Haida Gwaii com a part d'un protocol de la reconciliació entre la Colúmbia Britànica i la Nació Haida. Només el nou nom oficial és ara utilitzat per a les illes que s'ha registrat en l'Atles Oficial del Canadà i els mapes internacionals i és obligatori per a les adreces postals. El nom antic ha estat completament abolit i està obsoleta.

## Economia
L'economia monetària es barreja, incloent-hi l'art i els recursos naturals, principalment amb la tala i la pesca comercial. A més, les indústries de serveis i les ocupacions del govern proporcionen al voltant d'un terç dels llocs de treball, el turisme s'ha convertit en una part més prominent de l'economia en els últims anys, especialment la pesca i guies de turisme, ciclisme, càmping i turisme d'aventura.

## Població
En el moment del contacte colonial, la població era d'aproximadament 10.000 a 60.000 persones, que residien en diverses dotzenes de ciutats i poblats i incloïen esclaus procedents d'altres tribus. El noranta per cent de la població va morir durant el segle xix de verola; també adecos altres malalties com la febre tifoide, el xarampió i la sífilis, que van afectar molts més habitants. El 1900, només 350 persones sobrevivien. Les ciutats van ser abandonades i les persones van abandonar les seves llars per anar a les ciutats de Skidegate i Masset, ciutats del continent amb fàbriques de conserves, o l'illa de Vancouver. Avui dia, al voltant de 5000 persones viuen a les illes. Nadius indígenes (Haida) viuen a les illes, i es concentren al voltant de Skidegate i Old Masset, cadascun amb una població d'al voltant d'uns 500 habitants. Illa Anthony i la ciutat de Ninstints van ser declarades per la UNESCO el 2006 Patrimoni de la Humanitat, en la decisió, a la disminució de la població causada per la malaltia es fa referència en citar la "civilització desapareguda" ['vanished civilization'] dels Haida.

## Medi Ambient
L'arxipèlag sembla haver escapat de la major part de la glaciació de l'última edat de gel. Això, i la seva posterior aïllament del continent, han produït el que alguns anomenen les «Galápagos del Nord», una zona biològica única, amb moltes espècies endèmiques d'animals i plantes. El seu clima, com el de la resta de la Colúmbia Britànica i la costa d'Alaska a la zona, és moderat pel Corrent del Pacífic Nord, i compta amb fortes pluges i temperatures relativament suaus durant tot l'any.
El riu Yakoun, el més gran de l'illa Graham (uns 60 km), va ser el lloc d'un avet natural de color groc, que degut a una variació genètica, sobreviu de vegades en llocs amb densa boira i la nuvolositat. «Kiidk'yaas» (L'Avet Daurat, com era anomenat) va ser una popular atracció turística, fins que va ser il·legalment tallat el 22 de gener de 1997 per Grant Hadwin, un enginyer forestal i activista ecologista, com una protesta política en contra de les companyies fusteres aprovades pel govern canadenc.
Les illes són la llar d'una gran varietat d'altres grans arbres natius, com el bell cedre vermell occidental (Thuja plicata), el cedre groc (o xiprer de Nootka, Callitropsis nootkatensis), pi costaner (Pinus contorta), Western Hemlock (Tsuga heterophylla), Mountain Hemlock (Tsuga mertensiana) i verns vermells (Alnus rubra).
Una altra atracció popular per als turistes a les illes era el Corb Blanc. Es tractava d'un corb albí que es confonia sovint amb una àguila o les gavines, per la seva coloració inusual. El Cuervo Blanco vivia al voltant de Port Clements i comunament es veia menjant aliments de locals i visitants. Va morir després de fer contacte amb un transformador elèctric, que va deixar de manera temporal sense electricitat a la ciutat i els seus voltants.

### Riscos de terratrèmols
Les illes Haida Gwaii, es troben al llarg de la falla de la Reina Carlota, una activa falla transformant que produeix terratrèmols importants cada 3-30 anys. La culpa és la col·lisió sota l'aigua de les placa del Pacífic i de la placa Nord-americana al llarg de la costa oest de la Haida Gwaii. Els terratrèmols més recents van ser el gener de 2008.

## Cultura

### Arts visuals
L'obra d'art conegut com a Spirit of Haida Gwaii ['Esperit de Haida Gwaii'], de Bill Reid, apareix en el revers del bitllet de 20 dòlars canadienses. Mostra a un xaman en una canoa haida, acompanyat pels missatgers mítics del Cuervo, la Granota i l'Àguila (el primer càsting d'aquesta escultura, el Spirit of Haida Gwaii: The Black Canoe [Esperit de Haida Gwaii: la Canoa Negra], està exposat a l'atri de l'Ambaixada del Canadà a Washington DC, l'altre, el Spirit of Haida Gwaii: the Jade Canoe [Esperit de Haida Gwaii: la Canoa de Jade], s'exposa a l'aeroport de Vancouver). L'art haida també s'observa freqüentment en els grans tòtems de mida monumental de cedre i en les canoes, artesania i joieria de plata, i fins i tot com dibuixos animats en forma de Haida Manga.

### La llengua haida
La llengua haida s'ha classificat com a part de la família de les llengües na-dené sobre la base d'algunes similituds amb Athabaskan-eyak-Tlingit. Molts lingüistes no consideren les proves concloents i segueixen considerant el haida com una llengua aïllada. Els 50 parlants haida tenen uns 70 anys. La companyia canadenca de telecomunicacions Telus i la fundació Gwaii Trust recentment han completat un projecte per portar Internet de banda ampla a l'illa, el que permet fer cerques interactives en els més de 80 CD sobre la seva llengua, història i història oral de les persones.

## Transport
Les principals connexions de transport entre les illes i el territori continental de Columbia Britànica són les terminals de BC Ferries en Skidegate, l'aeroport de Masset i l'aeroport de Sandspit. L'extrem més occidental de l'Autopista 16 connecta Masset i Skidegate, a l'illa Graham, i Skidegate amb Prince Rupert al continent a través d'un servei regular de BC Ferries per la MV Northern Adventure. També hi ha servei regular de BC Ferries entre Skidegate i Alliford Bay a l'illa Moresby. Els serveis d'hidroavió connecten el hidroaeródromo de Alliford Bay i el hidroaeródromo de Masset.